# Achanta
Achanta é um dos 46 mandals no distrito de Godavari Ocidental, no estado indiano de Andhra Pradesh. A sede está localizada na cidade de Achanta. O mandal faz fronteira com o rio Godavari no norte, com o mandal de Yelamanchili a oriente, com o mandal de Poduru no sul e com o mandal de Penugonda a ocidente.

## Demografia
De acordo com o censos de 2011, o mandal tinha uma população de 60711 habitantes em 17477 agregados familiares. A população total é constituída por 30614 homens e 30097 mulheres, com um rácio de 983 mulheres por cada 1000 homens. 5665 crianças estavam entre a idade de 0 e 6 anos, das quais 2829 são rapazes e 2836 são raparigas, com um rácio de 1002. A taxa de literacia situa-se nos 77,36%, totalizando cerca de 42581 pessoas, das quais 22697 são homens e 19884 são mulheres.
A maioria das pessoas pertencem ao grupo Schedule Caste, com um total de 16159, enquanto o outro grupo Schedule Tribe é composto por 374 pessoas.

### Trabalho
No censos de 2011 na India, 30259 pessoas estavam envolvidas em algum tipo de actividade laboral, o que inclui 19304 homens e 10955 mulheres. Destas pessoas, 23191 descreveram o seu trabalho como um trabalho principal, 1997 como cultivadores e 16390 declararam trabalhar em algum tipo de trabalho agrícola. 685 declararam trabalhar em casa e 4119 em outros tipos de trabalho. Destas pessoas, 7068 são trabalhadores marginais.

## Administração
O mandal de Achanta é administrado pela assembleia constituinte de Achanta, do Lok Sabha de Narsapuram.

## Cidades e vilas
De acordo com o censos de 2011, o mandal tem 10 aglomerados populacionais, sendo todos eles vilas. Achanta é a maior e Kandaravalli é a mais pequena, isto em termos de população.
As vilas do mandal são as seguintes:
1. Achanta
2. Achanta Vemavaram
3. Bhimalapuram
4. Kandaravalli
5. Karugorumilli
6. Kodamanchili
7. Koderu
8. Pedamallam
9. Penumanchili
10. Valluru

## Educação
O mandal desempenha um importante papel na educação dos estudantes das vilas. A escola primária e secundária é transmitida pelo governo e por escolas privadas, sob o departamento de estado da educação escolar. De acordo com um relatório do ano académico de 2015-2016, o mandal tinha mais de 6466 estudantes em mais de 80 escolas.